# Flex Wheeler
Kenneth Wheeler, más conocido por Flex Wheeler (Fresno, 28 de junio de 1965) es un exculturista y artista marcial estadounidense, vencedor del «Arnold Classic» en cuatro ediciones y subcampeón del «Mr. Olympia» en otras tres. Está considerado uno de los más importantes de su especialidad en la década de 1990.

## Biografía
Wheeler nació en una familia pobre de Fresno (California) y tuvo una infancia muy complicada. Fue víctima de malos tratos, tuvo tendencias suicidas y dificultades en la escuela por dislexia. Para superar esas adversidades empezó a hacer deporte: descubrió su pasión por las artes marciales, con las que adquirió una gran flexibilidad que le valió su apodo, y desarrolló su musculatura en el gimnasio.
Después de un breve trabajo como agente de policía, empezó a competir en culturismo en 1983. Su primer gran éxito nacional fue «Mr. America Adolescente» en 1985; cuatro años después se coronó a nivel estatal con el «Mr. California» y en 1992 se consolidó a nivel profesional con el título de Estados Unidos. Su mayor éxito fueron los cuatro campeonatos del «Arnold Classic» (1993, 1997, 1998 y 2000). La flexibilidad, el físico simétrico y una actitud en ocasiones arrogante le coronaron como uno de los más carismáticos del circuito. No obstante, nunca pudo ganar el «Mr. Olympia»: en 1993 fue subcampeón frente a Dorian Yates por un punto de diferencia, mientras que en 1998 y 1999 fue superado por Ronnie Coleman. 
La trayectoria de este deportista se ha visto lastrada por dos episodios negativos. En 1994 se rompió el cuello en un accidente de tráfico que también le dejó secuelas psicológicas, no recuperándose por completo hasta un año después. Y a finales del 2000 le fue diagnosticada una grave enfermedad renal, glomeruloesclerosis focal y segmentaria, por la que tuvo que apartarse de la primera línea. Si bien se achacó esa dolencia al uso de esteroides, terminó demostrando que era genética. Continuó compitiendo hasta 2003 y después se centró en las artes marciales con el desarrollo del Kemp-Kwon-Do, una variante del kempo y del taekwondo. Actualmente trabaja de relaciones públicas en una empresa de nutrición y aunque se ha sometido a un trasplante de riñón, sigue entrenando para mantener su estado de forma. En 2004 publicó su autobiografía «Flex Ability: A Story of Strength and Survival», donde habla de su complicada infancia y su trayectoria deportiva.
En 2019, Wheeler se sometió a una cirugía tras sufrir una insuficiencia renal y coágulos de sangre, debido a esto, le amputaron la pierna derecha desde la mitad de la tibia. A finales de 2021, Wheeler fue hospitalizado por coronavirus y pasó por un proceso de recuperación que duró un mes. Está casado desde 1997 con Madeline Wheeler y tiene dos hijos.

## Medidas
Las siguientes medidas corresponden a su etapa profesional.
- Estatura: 175 cm.
- Bíceps: 56 cm.
- Muslos: 78 cm.
- Pecho: 142 cm.
- Peso: en concurso, 103 kg; fuera de temporada, 120 kg).

## Títulos de culturismo
- Campeón de Estados Unidos (NPC USA): 1 (1992)

- Arnold Classic: 4 (1993, 1997, 1998 y 2000)

Subcampeón: 1 (1995)
- Subcampeón del Mister Olympia: 3 (1993, 1998 y 1999)

- Ironman Pro: 4 (1993, 1995, 1996, 1997)

- San Jose Classic: 1 (1997)

- IFBB Ironman Invitational: 1 (1998)

- South Beach Pro: 1 (1995)

- Grand Prix de Hungría: 1 (2000)